# 黄榆乡
黄榆乡，是中华人民共和国吉林省吉林市永吉县下辖的一个乡镇级行政单位。

## 行政区划
黄榆乡下辖以下地区：
黄榆村、小城子村、会源德村、茶壶嘴村、王家街村、小河沿村、乱木桥村、头道川村、大半截河村和平埠子村。